# Das Treibhaus

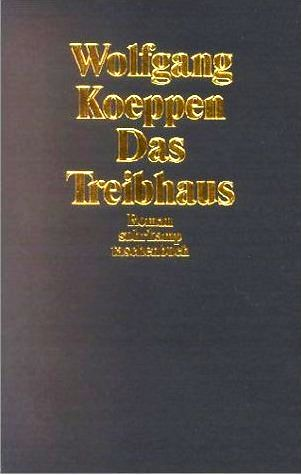
Eine spätere Ausgabe im Suhrkamp-Verlag

Das Treibhaus ist ein Roman von Wolfgang Koeppen aus dem Jahr 1953 und das zweite Werk der sogenannten Trilogie des Scheiterns. Der Roman spielt in der Zeit des Kalten Krieges und der Wiederbewaffnung der Bundesrepublik weitgehend in der Bundeshauptstadt Bonn.

## Handlung
Die Hauptfigur ist der Mittvierziger Felix Keetenheuve, Journalist in der Weimarer Republik, während der Zeit des Nationalsozialismus vorwiegend in England im Exil und dort für Rundfunksendungen Richtung Deutschland eingesetzt. Nach 1945 kehrt er nach Deutschland zurück und wird Bundestagsabgeordneter für die SPD. Zu Beginn des Romans reist Keetenheuve mit dem Zug nach Bonn, wo im Parlament die entscheidenden Abstimmungen zur Westintegration der jungen Republik stattfinden sollen. Er hat gerade seine junge Frau Elke beerdigt. Deren Eltern hatten sich bei Kriegsende umgebracht, weil der Vater Gauleiter der NSDAP war. Keetenheuve hatte Elke zugunsten der Politik vernachlässigt. Deswegen war sie dem Alkohol verfallen, wie er sich nun vorwirft.
Keetenheuve ist – nicht nur aufgrund des erlittenen Verlustes – verstört und unsicher. Er ist ein kompromissloser Intellektueller, ein Schöngeist, der der Lyrik von E. E. Cummings und Charles Baudelaire mehr abgewinnen kann als einem bürgerlichen Lebensstil. Aufgrund seines Exils ist er das Aushängeschild seiner Partei, gleichzeitig dort aber genauso isoliert wie im gesamten Parlament: die pragmatische Arbeit der Abgeordneten ist ihm zuwider, den Fraktionszwang lehnt er ab, besteht darauf, sich in eigener Verantwortung zu entscheiden. Er sieht die alten Eliten aus der Weimarer Republik und der Nazizeit wieder nach der Macht greifen. Exnazis und Mitläufer sitzen bereits wieder an den entscheidenden Positionen.
Keetenheuve wird instrumentalisiert, zum einen von seinem Fraktionsvorsitzenden Knurrewahn (steht für Kurt Schumacher), der ihn als Redner in die Debatte schickt, um die pazifistische Fassade der Partei zu wahren, ihm aber gleichzeitig Verhaltensmaßregeln mitgibt sowie die Bemerkung, dass man ja nicht grundsätzlich gegen die Wiederbewaffnung sei. Zum zweiten aber auch von der Parlamentsmehrheit und ihrem fast autoritär regierenden Kanzler (Konrad Adenauer), die Frost-Forestier, ein wichtiges Mitglied der Regierung, wenn auch ohne Amtsbezeichnung (Reinhard Gehlen?), auf ihn ansetzt, um ihm das Amt eines Botschafters in Guatemala anzubieten und den Störfaktor Keetenheuve damit endgültig ins Abseits zu schieben. Und schließlich zum dritten von einem den Westmächten nahestehenden Journalistenkollegen, der ihm vertrauliches Material zur Verwendung in seiner Rede zukommen lässt, dies aber gleichzeitig auch der Gegenseite aushändigt, so dass in dem Moment, in dem Keetenheuve seinen Auftritt hat, bereits die Stellungnahme der westdeutschen Regierung ebenso wie die ihr den Rücken stärkenden Stellungnahmen der Westmächte vorliegen – und Keetenheuves Rede damit nichts mehr wert ist.
Am Ende der Debatte weiß Keetenheuve, dass er verloren hat. Wie schon am Abend zuvor irrt er noch einmal durch die nächtliche Stadt und erreicht schließlich die Brücke über den Rhein. Mit dem Satz »Der Abgeordnete war gänzlich unnütz, er war sich selbst eine Last, und ein Sprung von der Brücke machte ihn frei« endet der Roman.
Keetenheuves Scheitern ist jedoch auch in seiner privaten Situation begründet. Nach dem Tod seiner Frau ist er haltlos geworden. So wird er zum Opfer seiner Triebe, die ihn immer wieder (hart an der Grenze zur Pädophilie) zu sehr jungen Frauen hinführen. Kurz vor seinem Tod hat Keetenheuve die sechzehnjährige Lena kennengelernt, die aus Thüringen geflüchtet und ebenso entwurzelt wie Keetenheuve ist. In Thüringen hat sie eine Lehre als „Mechaniker“ begonnen und wundert sich über die Reaktionen auf ihren „unweiblichen“ Wunsch, diesen Beruf auch in der Bundesrepublik ausüben zu können (Männer mit „fetten Händen“ lachen sie aus und belästigen sie sexuell).
In ihrer Not wendet sie sich gemeinsam mit Gerda, einer (lesbischen?) Heilsarmee-Soldatin, die sie im Westen kennengelernt hat, an Keetenheuve. Dieser will Lena durchaus helfen („Keetenheuve ein guter Mensch“), hält es aber für ihr „Schicksal“, dass er sie (quasi als „Gegenleistung“) verführen werde („Keetenheuve ein schlechter Mensch“).
Als es schließlich wenig später auf einem Ruinengrundstück zum Versuch eines Geschlechtsverkehrs zwischen Keetenheuve und Lena kommt, wird dem Abgeordneten die Fragwürdigkeit seiner Existenz bewusst. Unmittelbar im Anschluss an die Szene ertränkt er sich.

## Koeppens Umgang mit der historischen Realität
Bei der Rezeption des ersten Romans der Trilogie des Scheiterns (Tauben im Gras) legten Wolfgang Koeppen und viele Interpreten Wert darauf, dass nicht ständig die Formulierung „die Stadt“ durch „München“ ersetzt wird, obwohl das Lokalkolorit der bayerischen Landeshauptstadt in dem Roman leicht wiederzuerkennen ist. Im Falle des Romans „Das Treibhaus“ ist es klar, dass die damalige Bundeshauptstadt Bonn Ort der Handlung ist, da deren Kessellage im Rheintal das „Treibhausklima“ im wörtlichen Sinn des Buchtitels erklärt. Der Titel verweist aber auch auf die „politische Landschaft“, auf die Ghettoisierung der Berufspolitiker, die sich in Bonn bereits vier Jahre nach Gründung der Bundesrepublik unter Verlust der Bezüge zur Realität und zum Volk bemerkbar macht.

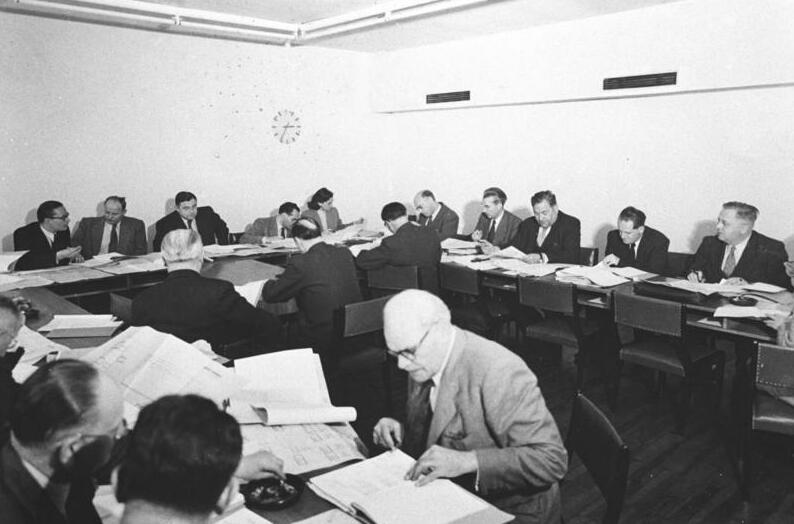
Sitzung des Bundestags-Ausschusses für europäische Sicherheit im Jahr 1953

Detektivisch vorgehende Interpreten weisen darauf hin, dass Wolfgang Koeppen in seinem Roman die dritte, abschließende Lesung des Deutschlandvertrags und des EVG-Vertrags am Donnerstag, dem 19. März 1953, und deren besondere Begleitumstände dargestellt habe. Daraus lasse sich ableiten, dass sich die erzählte Zeit des Romans auf diesen Tag und den Tag davor erstrecke. Dem ist zu entgegnen, dass es zur vollen Entfaltung des Treibhauseffekts erforderlich ist, dass der Roman im Wesentlichen im Sommer spielt, und viele Textstellen belegen, dass während der erzählten Zeit hohe Temperaturen herrschen, was nicht zur Zeitangabe „März“ passt.
Dieser Umstand erklärt, was Koeppen meint, wenn er davon spricht, dass „der Roman […] seine eigene poetische Wahrheit“ habe, also nicht als politischer Schlüsselroman zu verstehen sei.
Allerdings ist klar zu erkennen, dass Koeppen die historische Realität als Ausgangspunkt seines Schreibens benutzt. Bernd W. Seiler kritisiert daher Koeppens Versuch, Entschlüsselungsversuche zu unterbinden: „Über was für eine Art Vorstellungsvermögen müßte ein Leser verfügen, der z. B. von einem Kanzler der Bundesrepublik Deutschland liest, »dem nach Jahren ärgerlicher Pensionierung überraschend die Chance zugefallen war, als ein großer Mann in die Geschichte einzugehen«, der »wie ein kluger Fuchs« aussieht, der im Bundestag den Beitritt zur Europäischen Verteidigungsgemeinschaft fordert usw. - und der diesen Mann nicht mit Adenauer identifiziert? Geht das überhaupt?“
Kurt Sontheimer stellt in seinem Buch Die Adenauer-Ära Keetenheuve als literarische Figur gleichrangig neben die Politiker Konrad Adenauer, Theodor Heuss und Kurt Schumacher. „[…] Keetenheuves Begegnung mit der Bonner Politik enthüllt – treffend, wenngleich oft zugespitzt – so viele Facetten der Wirklichkeit des politischen Lebens im deutschen »Treibhaus«, daß der Roman zum Verständnis deutscher Politik in der Adenauer-Zeit fast unersetzlich ist. Bis heute ist dieses literarische Bild der Adenauer-Zeit unter dem beherrschenden Gesichtspunkt ihrer restaurativen Tendenzen nicht mehr erreicht worden.“

## Entstehungsgeschichte
Erste Notizen und Skizzen für den späteren Roman reichen bis in das Jahr 1947 zurück. Konkrete Pläne zur Ausformulierung entwickelte Koeppen aber erst 1951, nachdem sein Vorgängerroman Tauben im Gras erschienen war. Anfang 1952 teilte er seinem Verlag Scherz & Goverts die Arbeit an dem neuen Roman mit, der sich interessiert zeigte und bis Juni des Jahres ein Manuskript erwartete.
Koeppen verschob die Abgabe des Manuskripts, dessen Arbeitstitel zu dieser Zeit Ein Ölzweig auf ein Grab und später Oelzweige auf ein Grab lautete. Koeppen bat aber Henry Goverts um eine Reise nach Bonn, um einen Blick hinter die Kulissen der Bonner Republik werfen zu können. Noch im November 1952 gingen Goverts und Koeppen von einer möglichen Veröffentlichung des Romans im Frühjahr 1953 aus.
Aufgrund einer Krankheit musste Koeppen jedoch die Arbeit am Roman unterbrechen, auch die Reise nach Bonn verschob sich bis Anfang Februar 1953. Goverts schlug Koeppen vor, ihm für den Bonn-Besuch seinen Freund Kuno Ockhardt zur Seite zu stellen, der Leiter des Presseamtes im Bundeswirtschaftsministerium unter Ludwig Erhard war. Koeppen hingegen äußerte sich in seinen Briefen an Goverts skeptisch über diesen Vorschlag und befürchtete politische Einflussnahme.
Nachdem Koeppen um den 6. Februar 1953 herum einige Tage lang Bonn und die Vororte Bad Godesberg und Mehlem erkundet und Material gesammelt hatte, begann er die Niederschrift des Romans. Dazu bezog er im April und Mai ein Zimmer in einem Stuttgarter Bunkerhotel, das unter dem Marktplatz gelegen und als Weltkriegsbunker zum Hotel umgebaut worden war. In seinem fensterlosen Raum fand er die Ruhe, um den Roman innerhalb weniger Wochen fertigzustellen. Seine Ideen für den Titel des Manuskripts reichten von Die goldene Rose, Die politische Rose, Die künstliche Rose über Im Treibhaus bis zu Das Treibhaus, für den sich Koeppen schließlich entschied.
Anfang Juni 1953 übergab Koeppen das fertige Manuskript dem Scherz & Goverts Verlag. Doch seine Befürchtung, dass der Roman das Missfallen der politischen Szene auf sich ziehen und dies die Veröffentlichung erschweren könnte, erfüllte sich: Tatsächlich zögerte der Verlag mit der Publikation des damals schockierenden Werkes. Henry Goverts schlug Koeppen stattdessen vor, den Roman in der rororo-Taschenbuch-Reihe des Rowohlt Verlages zu veröffentlichen. Doch da der Rowohlt Verlag das Buch nur im auflagenschwächeren Hauptprogramm und zudem erst im Frühjahr 1954 veröffentlichen wollte, entschied sich Koeppen für die Publikation einer überarbeiteten Version bei Scherz & Goverts.
Koeppen wies seinen Lektor Heinz Seewald an, einige Entschärfungen am Text vorzunehmen, doch folgte Seewald nicht in allen Fällen Koeppens Vorschlägen. Schließlich ging das überarbeitete Manuskript Das Treibhaus im September und Oktober 1953 in Satz und erschien am 4. November 1953 in einer Auflage von etwa 12000 Exemplaren. Eine zweite und dritte Auflage folgten noch im selben Jahr. 1955 erschien eine Taschenbuch-Ausgabe, die einige Kürzungen vornahm. Auch die meisten späteren Ausgaben des Romans folgten der gekürzten Taschenbuch-Ausgabe. Ob Koeppen diesen Eingriffen in den Text zustimmte, ist bisher nicht geklärt.

## Im Roman verarbeitete literarische Vorlagen

### Baudelaire als roter Faden
Eine nicht unwesentliche Rolle in dem Roman als einer der roten Fäden spielt das Gedicht Le beau navire von Charles Baudelaire, das 1853 in der Gedichtsammlung Les Fleurs du Mal veröffentlicht wurde. Keetenheuve versucht das Gedicht im Gedenken an seine Frau zu übersetzen, kommt aber in der Folge der Ereignisse nicht über die ersten Zeilen hinaus.

### Franz Kafkas ErzählungDas Urteil
Der Tod des Politikers Keetenheuve erinnert stark an den Tod Georg Bendemanns in Franz Kafkas Erzählung Das Urteil: Auch Bendemann tötet sich selbst am Schluss der Geschichte durch den Sprung von einer belebten Brücke in einen Fluss, nachdem er erkannt hat, dass er falsch gelebt hat.

## Verfilmung
1987 wurde die Geschichte unter dem gleichen Titel von Peter Goedel für das Kino verfilmt. Der Film wurde mit einem Bundesfilmpreis ausgezeichnet.
- Buch, Regie und Produktion: Peter Goedel
- Kamera: David Slama
- Schnitt: Peter Goedel und Christiane Jahn
- Musik: Richard Wagner
- Darsteller: Christian Doermer, Hanns Zischler, Rüdiger Vogler, Leila-Florentine Freer, Jörg Hube

## Dramatisierung
2008 wurde die Geschichte unter dem gleichen Titel von Frank Heuel und Stephanie Gräve zu einem Drama bearbeitet und mit großem Erfolg vom Städtischen Theater Bonn aufgeführt.

## Ausgaben
- Wolfgang Koeppen: Das Treibhaus. Roman. Suhrkamp, Frankfurt am Main (= suhrkamp taschenbücher. Band 78).

## Sekundärliteratur
- Karl Heinz Götze, Wolfgang Koeppen: »Das Treibhaus«, Uni-Taschenbücher 1347, München: Fink 1985, ISBN 3-7705-2261-3
- Arne Grafe, »Koeppen, aber kein Köppchen«, »schlechthin genial« oder »ein Ekel-Buch«? Ein Beitrag zur Beziehung Wolfgang Koeppens zum Rowohlt Verlag. Drei bisher unbekannte Gutachten zum ›Treibhaus‹-Manuskript. In: Treibhaus. Jahrbuch für die Literatur der fünfziger Jahre 2 (2006), S. 78–89.
- Benedikt Wintgens, Treibhaus Bonn. Die politische Kulturgeschichte eines Romans, Düsseldorf: Droste 2019, ISBN 978-3-7700-5342-1. (Online)